# Nigrische Fortschrittspartei
Die Nigrische Fortschrittspartei (französisch Parti Progressiste Nigérien, PPN-RDA) ist eine politische Partei in Niger. Sie war von 1960 bis 1974 die Einheitspartei des Staates. 1992 wurde sie neu gegründet, besitzt aber kein Parlamentsmandat.

## Geschichte

### Unter französischer Herrschaft
Die Nigrische Fortschrittspartei wurde am 12. Mai 1946 im damaligen französischen Überseegebiet Niger gegründet. Die Partei schloss sich als nigrische Sektion der Afrikanischen Demokratischen Sammlung (RDA) an, deren Gründungskongress von 18. bis 21. Oktober 1946 in Bamako stattfand. Die PPN-Delegation bei der Gründung des RDA führte Issoufou Saïdou Djermakoye an, der als erster Präsident des Zentralkomitees des PPN tätig war. Hamani Diori wurde Parteivorsitzender und Djibo Bakary Generalsekretär des PPN-RDA. Bei den Wahlen am 10. November 1946 gewann Diori den Sitz des Überseegebiets Niger in der Nationalversammlung Frankreichs. Dort arbeitete er mit Kommunistischen Partei Frankreichs zusammen, die noch am ehesten afrikanische Interessen zu vertreten schien.
Jean Toby, der Gouverneur Frankreichs in Niger, initiierte 1948 die Parteigründung der Union unabhängiger Nigrer und Sympathisanten (UNIS) mit dem Ziel, den PPN-RDA zu schwächen. Issoufou Saïdou Djermakoye und weitere PPN-RDA-Mitglieder wechselten zur pro-französischen UNIS. Die Wahlen zum zweiten Abgeordneten Nigers in der Nationalversammlung Frankreichs am 27. Juni 1948 gewann Georges Condat (UNIS) gegen Djibo Bakary (PPN-RDA). Im Juni 1950 wurde Daddy Gaoh Parteivorsitzender des PPN-RDA. Am 17. Juni 1951, als beide Abgeordnete Nigers in der französischen Nationalversammlung neu gewählt wurden, verlor auch Hamani Diori seinen Sitz an einen UNIS-Vertreter. Bei den Wahlen zur Territorialversammlung in Niger 1952 gingen alle fünfzig Sitze an die UNIS. Der PPN-RDA versuchte den Siegeszug der UNIS aufzuhalten, indem er mit dem UNIS-Ableger Nigrische Fortschrittliche Union (UPN) von 1953 bis 1954 ein Koordinationskomitee bildete.
Als der PPN-RDA bzw. dessen Mutterpartei RDA die Zusammenarbeit mit der Kommunistischen Partei Frankreichs beendete, sprach sich Djibo Bakary dagegen aus und wurde deshalb aus dem PPN-RDA ausgeschlossen. Bakary gründete daraufhin 1954 eine neue Partei, die Nigrische Demokratische Union (UDN), die sich 1956 unter seiner Führung mit dem Nigrischen Aktionsblock (BNA) zur Partei Sawaba zusammenschloss. 1956 wurde Boubou Hama anstelle von Daddy Gaoh Parteivorsitzender des PPN-RDA. Die UNIS war durch parteiinterne Krisen stark geschwächt worden und Hamani Diori gelang es bei den Wahlen am 2. Januar 1956 seinen Sitz in der französischen Nationalversammlung wiederzugewinnen. Die Parteijugendorganisation Jeunesse Nigérienne du RDA wurde am 2. Februar 1957 gegründet. Bei den Wahlen zur Territorialversammlung in Niger 1957 wurde der PPN-RDA abgeschlagener Zweiter hinter dem Sawaba von Djibo Bakary. Der nach den Wahlen gebildeten nigrischen Regierung gehörten nur Minister des Sawaba und keine des PPN-RDA an.
Den entscheidenden Umschwung brachte das Verfassungsreferendum in Niger 1958, bei dem sich der Sawaba für eine sofortige Unabhängigkeit Nigers von Frankreich und der PPN-RDA dagegen aussprach. Die Volksabstimmung ging zugunsten eines vorläufigen Verbleibs bei Frankreich aus. Der PPN-RDA erhielt Zulauf aus den Reihen des Sawaba und galt nunmehr mangels Alternativen als jene Partei, die das Vertrauen der französischen Verwaltung genoss. Auf Grund von Manipulationen seitens der französischen Verwaltung bei den Wahlen zur Territorialversammlung in Niger 1958 verlor der Sawaba letztlich alle Sitze im nigrischen Parlament, die vom PPN-RDA eingenommen wurden. Der PPN-RDA bildete unter Premierminister Hamani Diori die Regierung der Autonomen Republik Niger. Nach Straßenprotesten des Sawaba gegen das Wahlergebnis wurde dieser 1959 verboten. Mit der Union des Femmes du Niger wurde 1959 eine dem PPN-RDA angeschlossene Frauenorganisation unter dem Vorsitz von Fatou Djibo gegründet.

### Einheitspartei der Ersten Republik

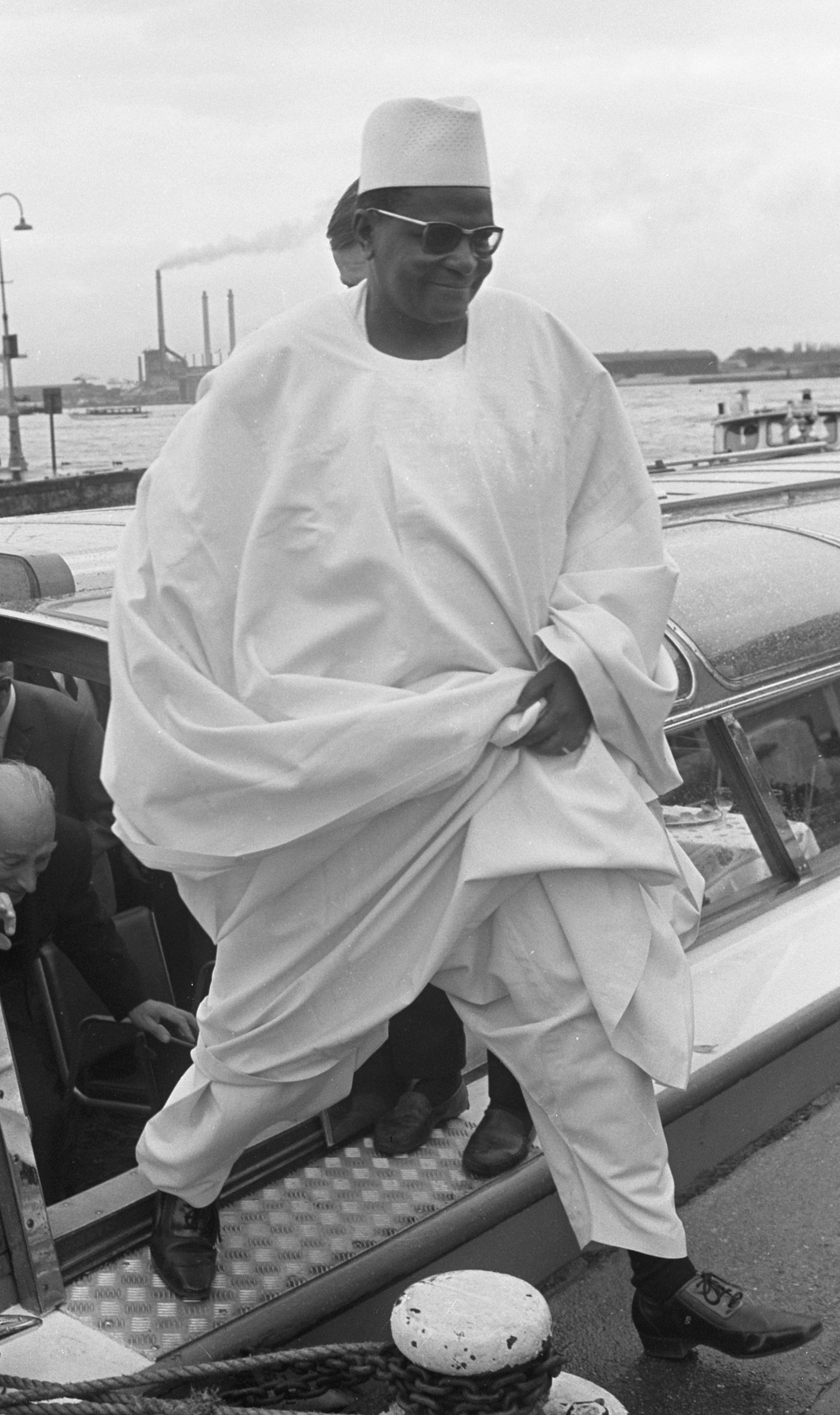
Hamani Diori (1968)

Der PPN-RDA formierte sich als Einheitspartei und begleitete Niger 1960 in die Unabhängigkeit. Die ausschließlich mit PPN-RDA-Abgeordneten besetzte Nationalversammlung Nigers, die aus der 1958 gewählten Territorialversammlung Nigers hervorgegangen war, wählte Hamani Diori 1960 zum ersten Staatspräsidenten. Bekannte Parteimitglieder der Zeit der Ersten Republik (1960–1974), die Ministerämter innehatten, waren Barcourgné Courmo, Mahamane Dan Dobi, Issa Ibrahim, Amadou Issaka, Yansambou Maïga Diamballa, Boukary Sabo und Mouddour Zakara. Als Vorsitzender der Parteijugend amtierte eine Zeit lang Abdou Gaoh.
Am 15. April 1974 übernahm Seyni Kountché durch einen Staatsstreich die Macht. Während seiner Herrschaft waren alle politischen Parteien in Niger verboten.

### Seit der Neugründung
In der Zeit des demokratischen Umbruchs unter Kountchés Nachfolger Ali Saibou formierte sich der PPN-RDA neu. Die treibenden Kräfte der Neugründung waren Oumarou Garba Youssoufou und Léopold Kaziendé. Ab 1990 hatte Harou Kouka die provisorische Leitung des Politbüros inne. Als eingetragene Partei besteht der PPN-RDA seit 2. April 1992 wieder.
Der Kandidat der Partei bei den Präsidentschaftswahlen von 1993 war Oumarou Garba Youssoufou. Er wurde mit 1,99 % der Stimmen fünfter von sieben Kandidaten. Auch bei den Parlamentswahlen von 1993, den ersten in der Geschichte des Landes seit Einführung des Mehrparteiensystems, blieb der große Erfolg aus: Die Nigrische Fortschrittspartei erhielt lediglich zwei der 83 Sitze in der Nationalversammlung. 1995 wurde Youssoufou Parteivorsitzender einer neuen Kleinpartei, der Nigrischen demokratischen Front (FDN-Mutunci). Den Parteivorsitz des PPN-RDA übernahm zunächst Dan Dicko Dan Koulodo, dann Abdoulaye Hamani Diori, der älteste Sohn des ehemaligen Präsidenten Hamani Diori. Bei den Parlamentswahlen von 1995 erhielt die Partei nur noch ein Mandat, das von Abdoulaye Hamani Diori wahrgenommen wurde. Diori wurde zum Vizepräsidenten der Nationalversammlung gewählt. In einem Wahlbündnis mit der Nigrischen Partei für Demokratie und Sozialismus (PNDS-Tarayya) gelang es Diori und dem PPN-RDA bei den Parlamentswahlen von 2004 ein bislang letztes Mal in die Nationalversammlung einzuziehen.
Seit 2009 ist die Partei nicht mehr im Parlament vertreten. Abdoulaye Hamani Diori starb 2011.